# Robert Ardrey
Robert Ardrey (Chicago, 16 ottobre 1908 – Kalk Bay, 14 gennaio 1980) è stato uno scrittore, antropologo, drammaturgo e sceneggiatore statunitense.

## Biografia
Era figlio di Robert Leslie Ardrey, editore, e di Marie Haswell. Laureatosi all'Università di Chicago, nel 1938 si sposò con la sua compagna di corso Helen Johnson, da cui ebbe due figli, Ross e Daniel; nel 1960 il matrimoniò terminò con il divorzio. Nello stesso anno Ardrey si unì in seconde nozze con l'attrice teatrale Berdine Grunewald, che in seguito diventerà anche illustratrice dei suoi libri.

## Carriera

### Paleoantropologo
Scrisse diversi libri di divulgazione scientifica, abbracciando temi quali l'antropologia, l'etologia, la paleontologia e l'evoluzione umana. Fu inoltre tra i sostenitori e sviluppatori della teoria della scimmia assassina e della ipotesi del cacciatore. Ardrey sosteneva che i progenitori dell'Australopithecus fossero sopravvissuti a milioni di anni di anni di carestia durante miocene e pliocene in virtù della loro capacità di imitare i comportamenti predatorî delle specie carnivore. Le sue opere hanno fornito diversi spunti ad Arthur Clarke e Stanley Kubrick per 2001: Odissea nello spazio. Influenzò inoltre Sam Peckinpah, che lesse diversi suoi libri dietro consiglio dell'attore Strother Martin.

### Sceneggiatore
Oltre alla sua attività come divulgatore ebbe una lunga e prolifica carriera come sceneggiatore: fu l'autore difatti di molti film tra gli anni 1940 e gli anni 1960, ottenendo anche una nomination all'Oscar per la migliore sceneggiatura originale nel 1966 per Khartoum.

## Opere

### Opere tradotte in italiano

#### Divulgative
- L'imperativo territoriale, Giuffrè, 1984,  p. 429, ISBN 88-14-00227-4.
- L'ipotesi del cacciatore: una conclusione personale sulla natura evolutiva dell'uomo, Giuffrè, 1986,  p. 392, ISBN 88-14-00768-3.
- L'istinto di uccidere: le origini e la natura animali dell'uomo, Feltrinelli, 1968,  p. 383.

### Opere non tradotte

#### Divulgative
- African Genesis: A Personal Investigation into the Animal Origins and Nature of Man (1961)
- The Territorial Imperative: A Personal Inquiry into the Animal Origins of Property and Nations (1966)
- The Social Contract: A Personal Inquiry into the Evolutionary Sources of Order and Disorder (1970)
- Aggression and Violence in Man: A Dialogue Between Dr. L.S.B. Leakey and Robert Ardrey (1971) OCLC 631758464

#### Romanzi
- World's Beginning (1944)
- The Brotherhood of Fear (1952)

### Opere teatrali
- Star Spangled (1936)
- Casey Jones (1938)
- God and Texas  (1938)
- How To Get Tough About It (1938)
- Thunder Rock (1939)
- Jeb (1946)
- Sing Me No Lullaby (1954)
- Shadow Of Heroes (1958)

### Sceneggiature
- Non desiderare la donna d'altri (They Knew What They Wanted), regia di Garson Kanin (1940)
- La signorina e il cowboy (1943)
- Anni verdi (1946)
- Canto d'amore (1947)
- I tre moschettieri (1948)
- Madame Bovary (1949)
- Il giardino segreto (1949)
- The Schumann Story (1950)  adattamento di Canto d'amore
- L'arciere del re (1955)
- I filibustieri della finanza (1956)
- Il meraviglioso paese (1959)
- I quattro cavalieri dell'apocalisse (1962)[1]
- Khartoum (1966)[12] Nomination per l'Oscar alla migliore sceneggiatura originale nel 1966
- The Animal Within (1975) documentario

## Omaggi
- Il 6 ottobre 2018 viene pubblicato il romanzo psicologico dal titolo: Ipotesi di cacciatore di Gregorio Ponci